# العلاقات الصومالية اللوكسمبورغية
العلاقات الصومالية اللوكسمبورغية هي العلاقات الثنائية التي تجمع بين الصومال ولوكسمبورغ.

## مقارنة بين البلدين
هذه مقارنة عامة ومرجعية للدولتين:
| وجه المقارنة                                              | الصومال                        | لوكسمبورغ                                                     |
| --------------------------------------------------------- | ------------------------------ | ------------------------------------------------------------- |
| المساحة (كم2)                                             | 637.66 ألف                     | 2.59 ألف                                                      |
| عدد السكان (نسمة)                                         | 14.74 مليون                    | 599.45 ألف                                                    |
| الكثافة السكانية (ن./كم²)                                 | 23.12                          | 231.45                                                        |
| العاصمة                                                   | مقديشو                         | لوكسمبورغ                                                     |
| اللغة الرسمية                                             | اللغة الصومالية، اللغة العربية | اللغة اللوكسمبورغية، لغة فرنسية، اللغة الألمانية              |
| العملة                                                    | شلن صومالي                     | يورو، فرنك لوكسمبورغ                                          |
| الناتج المحلي الإجمالي (بليون دولار)                      | 7.37 مليار                     | 62.40 مليار                                                   |
| الناتج المحلي الإجمالي (تعادل القوة الشرائية) بليون دولار |                                | 58.13 مليار                                                   |
| الناتج المحلي الإجمالي الاسمي للفرد دولار أمريكي          | 549                            | 101.45 ألف                                                    |
| الناتج المحلي الإجمالي للفرد دولار أمريكي                 |                                | 101.93 ألف                                                    |
| مؤشر التنمية البشرية                                      |                                | 0.892                                                         |
| رمز المكالمات الدولي                                      | +252                           | +352                                                          |
| رمز الإنترنت                                              | .so                            | .lu                                                           |
| المنطقة الزمنية                                           | ت ع م+03:00                    | توقيت وسط أوروبا، ت ع م+01:00، ت ع م+02:00، أوروبا/لوكسمبورج ‏ |

## منظمات دولية مشتركة
يشترك البلدان في عضوية مجموعة من المنظمات الدولية، منها:
| علم المنظمة | اسم المنظمة                               | تاريخ انضمام الصومال | تاريخ انضمام لوكسمبورغ |
| ----------- | ----------------------------------------- | -------------------- | ---------------------- |
|             | مؤسسة التنمية الدولية                     | 31 أغسطس 1962        | 4 يونيو 1964           |
|             | يونسكو                                    | 15 نوفمبر 1960       | 27 أكتوبر 1947         |
|             | الأمم المتحدة                             | 20 سبتمبر 1960       | 24 أكتوبر 1945         |
|             | الفريق المعني برصد الأرض                  | ?                    | ?                      |
|             | الاتحاد البريدي العالمي                   | ?                    | ?                      |
|             | البنك الدولي للإنشاء والتعمير             | 31 أغسطس 1962        | 27 ديسمبر 1945         |
|             | الاتحاد الدولي للاتصالات                  | 28 سبتمبر 1962       | 2 مارس 1866            |
|             | منظمة حظر الأسلحة الكيميائية              | ?                    | ?                      |
|             | مؤسسة التمويل الدولية                     | 31 أغسطس 1962        | 4 أكتوبر 1956          |
|             | المركز الدولي لتسوية المنازعات الاستشارية | 30 مارس 1968         | 29 أغسطس 1970          |
|             | منظمة الشرطة الجنائية الدولية             | ?                    | ?                      |
|             | البنك الإفريقي للتنمية                    | ?                    | ?                      |

## وصلات خارجية
- موقع وزارة الخارجية الصومالية
- موقع وزارة الخارجية اللوكسمبورغية